# پوشش مذهبی یهودی
پوشش مذهبی یهودی تحت تأثیر فرمان‌های کتاب مقدس،  الزامات به عفت، و شیوهٔ معاصر پوششی که در بسیاری از جوامعی که یهودی در آن زیسته‌اند هست، قرار دارد. در یهودیت پوشاک وسیله‌ای برای مناسک مذهبی نیز هستند. بسیاری از مردان یهودی عمامه، تونیک، عبا و صندل می‌پوشند.
برخی زنان یهودی در تطابق با الزامات هلاخا که حکم می‌کند زنان شوهردار باید صنیوت داشته باشند، کلاه گیس یا روسری می‌گذارند.